# Crustaceomorpha
Los crustaceomorfos (Crustaceomorpha) son un clado propuesto de artrópodos que incluye a los crustáceos y a numerosos grupos extintos. Las sinapomorfias para este clado son las antenas larvales que son un órgano de alimentación o locomoción, y que tienen seis podómeros endopodales en sus extremidades posteriores a las antenas.
Los grupos extintos incluidos en Crustaceomorpha varían considerablemente. Se incluye a los Agnostida (usualmente tratados bajo Trilobita), Waptiida, Isoxyida, Phosphatocopida y Bradoriida, entre otros. Estos crustaceomorfos primitivos son agrupados bajo Pseudocrustacea.
La validez de Crustaceomorpha es materia de controversia. Tiene más apoyo entre los paleontólogos quienes lo consideran como el grupo hermano a los Arachnomorpha, que incluye a los trilobites y a los quelicerados (véase el cladograma a continuación). Ambos son agrupados bajo Schizoramia, un clado de artrópodos con apéndices birramos. En contraste, los neontólogos tienden a apoyar al clado Mandibulata, el cual agrupa a los miembros de Crustacea junto con Hexapoda y Myriapoda.
|             | Uniramia                                                          |
|             |                                                                   |
| Schizoramia | \| \| Crustaceomorpha \| \| \| \| \| \| Arachnomorpha \| \| \| \| |
|             | \| \| Crustaceomorpha \| \| \| \| \| \| Arachnomorpha \| \| \| \| |
|             | Crustaceomorpha                                                   |
|             |                                                                   |
|             | Arachnomorpha                                                     |
|             |                                                                   |

|  | Crustaceomorpha |
|  |                 |
|  | Arachnomorpha   |
|  |                 |

|             | Uniramia                                                          |
|             |                                                                   |
| Schizoramia | \| \| Crustaceomorpha \| \| \| \| \| \| Arachnomorpha \| \| \| \| |
|             | \| \| Crustaceomorpha \| \| \| \| \| \| Arachnomorpha \| \| \| \| |
|             | Crustaceomorpha                                                   |
|             |                                                                   |
|             | Arachnomorpha                                                     |
|             |                                                                   |

|  | Crustaceomorpha |
|  |                 |
|  | Arachnomorpha   |
|  |                 |